# A215-ös autópálya (Németország)
Az A215-ös autópálya (németül: Bundesautobahn 215) egy autópálya Németországban. Hossza 21 km.